# Строително скеле
Строителното скеле представлява временна, най-често предназначена за многократно използване, помощна конструкция, изработена от стандартизирани скелетни елементи от дърво и/или стомана или алуминий, които могат да се използват за работна платформа, за закрепване на кофраж или като осигурителна конструкция.

## Видове скелета съгласно целите на използване

### Работни
Едно работно скеле е това, което се използва за да се изпълняват строителни дейности, които без тях не могат или могат да се изпълняват много трудно. То трябва да бъде достатъчно устойчиво, за да носят работещите, работните инструменти, както и необходимите за работата материали.

### Защитни
Защитните скелета не са предвидени да се изпълняват строителни дейности директно с него, а да са защитават работещите и преминаващите от падащи предмети.

### Кофражни
Тези скелета представляват помощни конструкции, които най-често се използват за изграждане на арки и куполи.

## Видове скелета в зависимост от носещата конструкция
- Стоящи: При тази конструкция частите на скелето са закрепени на носещи елементи, които са закрепени твърдо върху земята.
- Висящи
- Конзолни

## Видове в зависимост от начина на изпълнение

### Прътово скеле
Прътовото скеле се състои главно от гладки стоманени тръби и съединителни елементи, които ги свързват. Съединителните елементи на скелето са изработени от лят материал или ламарина. В Азия се използват бамбукови скелета, които в сеизмично отношение са много по-устойчиви и се използват и за строителството на небостъргачи.

### Стълбоподобна конструкция
Тази конструкция се използва от началото на 50-те години на двайсети век. Те са развитие на прътовото скеле, като при тази конструкция вертикалните носещи пръти са свързани подобно на стълба с напречни стъпала, както и диагонали.

### Системни скелета
Системните скелета притежават много на брой точки на свързване, на които се монтират елементите на системата и могат да се свързват заедно.
- Рамкови системни скелета са конструкции с малко време на монтаж. Устойчивостта им се доказва от изчисления и опити на производителя.